# Distretto di Schärding
Il distretto di Schärding (in tedesco: Bezirk Schärding) è uno dei distretti dello stato austriaco dell'Alta Austria.

## Geografia antropica
Il distretto è suddiviso in 30 comuni, di cui 1 con status di città e 7 con diritto di mercato.

### Città
1. Schärding (5.052)

### Comuni mercato
1. Andorf (4.940)
2. Engelhartszell (1.172)
3. Kopfing im Innkreis (2.028)
4. Münzkirchen (2.580)
5. Raab (2.269)
6. Riedau (2.020)
7. Sankt Florian am Inn (2.995)

### Comuni
1. Altschwendt (678)
2. Brunnenthal (1.932)
3. Diersbach (1.696)
4. Dorf an der Pram (1.015)
5. Eggerding (1.318)
6. Enzenkirchen (1.756)
7. Esternberg (2.820)
8. Freinberg (1.441)
9. Mayrhof (258)
10. Rainbach im Innkreis (1.493)
11. Sankt Aegidi (1.644)
12. Sankt Marienkirchen bei Schärding (1.840)
13. Sankt Roman (1.798)
14. Sankt Willibald (1.141)
15. Schardenberg (2.395)
16. Sigharting (830)
17. Suben (1.418)
18. Taufkirchen an der Pram (2.944)
19. Vichtenstein (761)
20. Waldkirchen am Wesen (1.311)
21. Wernstein am Inn (1.654)
22. Zell an der Pram (1.985)

(Popolazione al 15 maggio 2001)